# Pyramide von Tirana

Der Bau nach der Neugestaltung im Herbst 2023

Die Pyramide von Tirana (offiziell Internationales Kulturzentrum, albanisch Qendra Ndërkombëtare e Kulturës; oft kurz Die Pyramide, albanisch Piramida) ist ein am 16. Oktober 1988 eröffnetes Gebäude in der Innenstadt von Tirana in Albanien. Der Bau war ursprünglich als Enver-Hoxha-Museum dem 1985 verstorbenen Diktator Enver Hoxha gewidmet.

## Ursprüngliche Erstellung als Hoxha-Museum
Das Gebäude aus weißem Marmor, Glas und rotem Stahl, an eine Pyramide erinnernd und häufig auch so genannt, wurde von Hoxhas Tochter Pranvera entworfen und in zwei Jahren geplant und errichtet.
Die Pyramide liegt an sehr zentraler Lage am Prachtboulevard Dëshmorët e Kombit und der Lana in einem kleinen Park. Der für damalige Verhältnisse monumental wirkende Bau prägte durch seine Größe und sein eigenwilliges Aussehen lange das Zentrum der Stadt und war Ausdruck des Personenkults um Hoxha. Auf der Spitze des Gebäudes prangte zu Beginn ein beleuchteter roter Stern, aus dem der Fassade entlang von Scheinwerfern rotes Licht ausgestrahlt wurde. Die Fassade war mit hellen Marmorplatten verkleidet – später bei Kindern eine beliebte Rutschbahn.
Die Ausstellung des Museums zeigte auf drei Etagen das Leben von Enver Hoxha und seinen Einfluss auf die jüngere albanische Geschichte. Zu sehen waren viele Fotos, aber zum Beispiel auch Fahrzeuge aus seinem Besitz. Neu für die damalige Zeit – in Albanien – waren das ausführlich präsentierte Filmmaterial und ein angegliedertes Computer-Dokumentationszentrum. Ebenfalls im Haus untergebracht waren eine kleine Bibliothek und ein Café.

„Before February 1991, it contained more or less everything that Hoxha ever touched or used, and in the center was a sitting marble statue of Hoxha by Kristaq Rama.“

„Vor Februar 1991 beinhaltete es mehr oder weniger alles, was Hoxha je berührte oder benutzte. Und in der Mitte befand sich eine sitzende Marmorstatue Hoxhas, die Kristaq Rama gestaltet hatte.“

## Umnutzung nach dem Sturz des Regimes

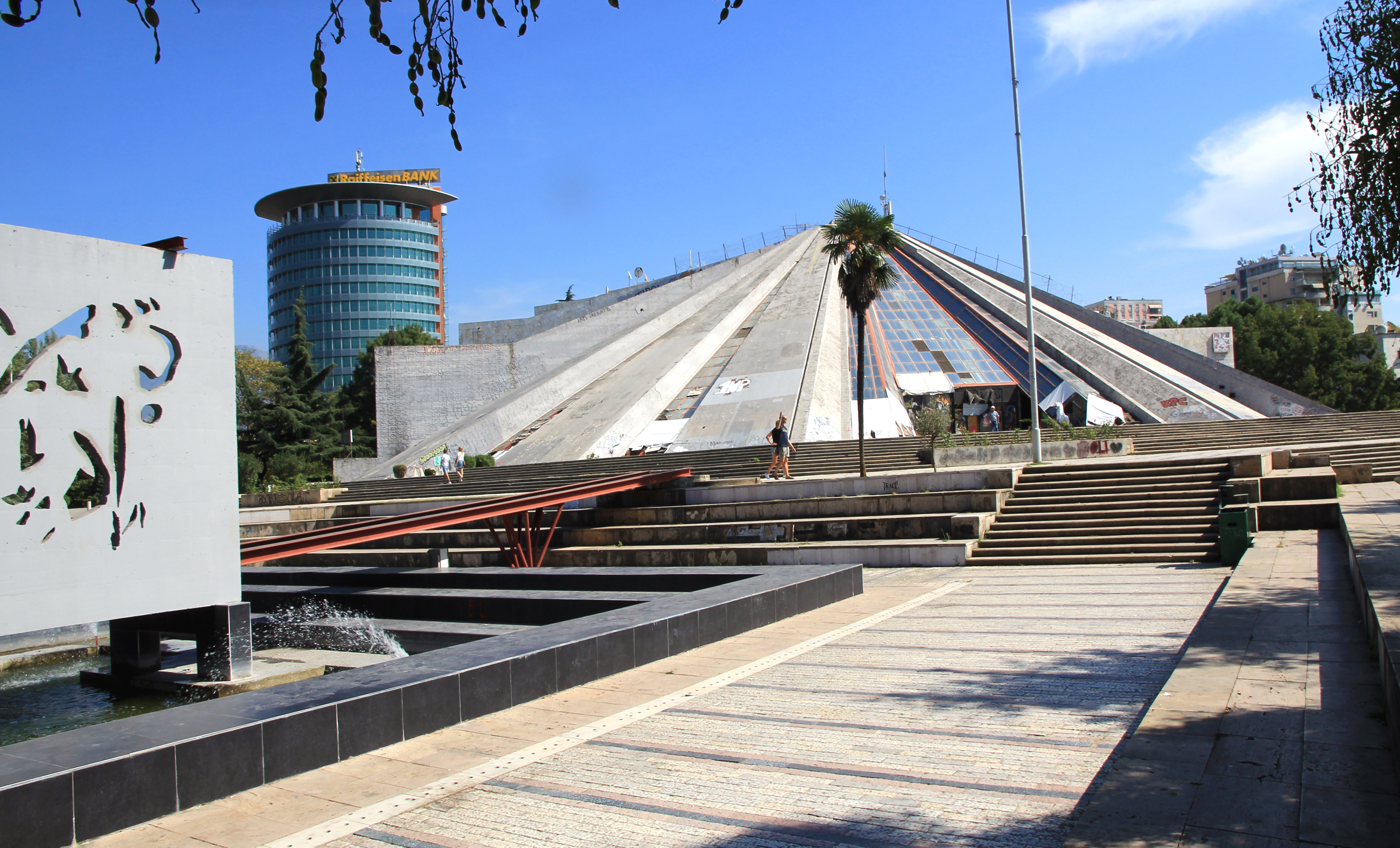
Die Pyramide ist von einem kleinen Park umgeben.

Nach dem Ende des kommunistischen Regimes in Albanien wurde das Museum, Denkmal für den Ex-Diktator, umfunktioniert: Offiziell Internationales Kulturzentrum genannt, diente es als Konferenz- und Ausstellungszentrum für verschiedene Anlässe. Auch Büros internationaler Organisationen, eine Bar und eine Disco waren darin untergebracht. 1999 während des Kosovokriegs nutzte die NATO Räumlichkeiten im Gebäude.
Im Jahr 2000 wurde im Park vor dem Gebäude eine Friedensglocke errichtet, die aus in Albanien gesammelten Patronenhülsen gegossen wurde und an die Unruhen im Jahr 1997 erinnert.

## Leerstand, Abrisspläne und Umgestaltung

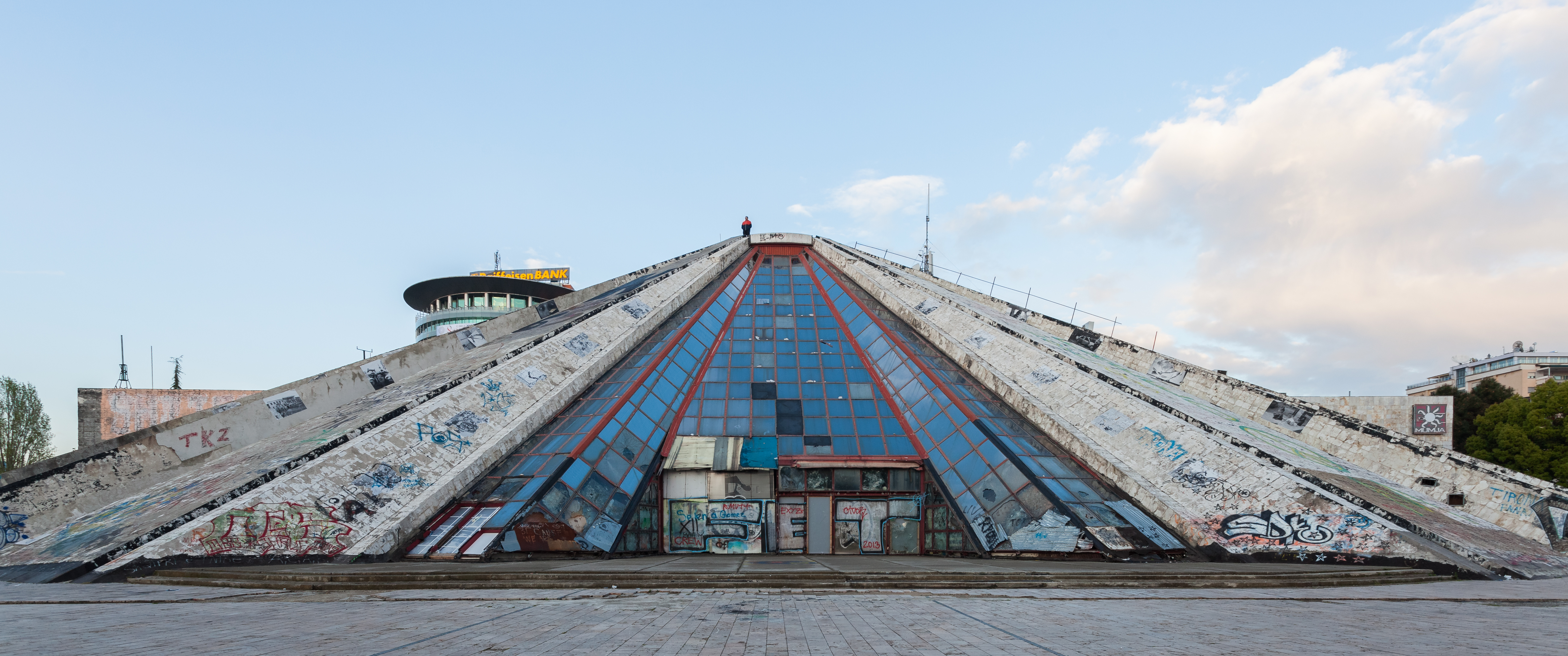
Pyramide von Tirana Mitte 2014

Im Dezember 2010 stimmte das Parlament mit 71 zu 64 Stimmen einem Bauprojekt zu, das vorsah, das Gebäude abzureißen und auf dessen Grund das neue Parlamentsgebäude zu errichten, um das insgesamt 25 Architekturbüros konkurriert hatten. Schon zuvor waren die Marmorplatten an der Fassade entfernt worden. Um den Abriss entstand aber eine politische Kontroverse: Einige führende Architekten aus dem Ausland und Politiker der oppositionellen Sozialisten waren damit nicht einverstanden. Der Historiker Ardian Klosi konnte mit einer Petition rund 6000 Unterschriften sammeln, um einen Abriss zu verhindern. Doch vorerst hielt die Regierung an ihrem Plan fest. Die Ausschreibung für das 110 Millionen Euro teure Projekt gewann im März 2011 das Wiener Architekturstudio Coop Himmelb(l)au. Der Neubau sollte anlässlich des 100. Jahrestags der Ausrufung des Fürstentums Albanien am 28. November 2012 vollendet werden. Die Bauarbeiten begannen aber nie.
Mit dem Regierungsantritt der Sozialisten im September 2013 wurde die Realisierung des Projekts ungewiss. Stattdessen plante die sozialistische Regierung unter Edi Rama eine Renovierung und Umnutzung des Gebäudes. Dabei sollte die Pyramide aber auch weiterhin als solche erkennbar sein. Ein chinesisches Architekturbüro gewann die Ausschreibung des Projekts im Oktober 2014. Im August 2015 erhielt der Bau einen neuen Anstrich.
Im Dezember 2016 ging das Grundstück zusammen mit dem Gebäude, bis dahin Eigentum der Regierung, in den Besitz der Gemeinde Tirana über. Im Sommer 2017 gab Bürgermeister Erion Veliaj den endgültigen Beschluss zur Umwandlung in ein Bildungszentrum für Jugendliche bekannt. Bei dieser Gelegenheit bezeichnete er die Immobilie als eine der wertvollsten Tiranas.
Ab Februar 2021 bis Anfang 2023 wurde das Gebäude umgestaltet. Das niederländische Architekturbüro MVRDV hatte ein Konzept vorgelegt, nach dem die alte Pyramidenform erhalten bleiben sollte, der Bau aber insgesamt lichter und durchlässiger gestaltet und begrünt. Es sollte eine Mischung aus Kultur- und Bildungszentrum für Jugendliche werden. Bei dem Umbau wurde die alte Betonkonstruktion beibehalten und genutzt.

## Aktuelle Nutzung als Lernzentrum

Seit 2023 erschließen Treppen die Außenhülle der Pyramide

Das Dach der Pyramide ist mit Treppen erschlossen und dient als Aussichtsplattform.
In, auf und neben der Pyramide finden sich 34 bunte „Boxen“, die als Räumlichkeiten für Workshops und Mieter (Start-ups, Gastronomie) dienen. Ein Großteil des Baus ist dem Weiterbildungsprojekt „TUMO Tirana“ gewidmet. Es bietet freie Fortbildungskurse für Teenager in neuen Technologien wie Programmieren, Robotik, Musik, Grafik-Animation und Film. Auch das College of Europe hat in der Pyramide seinen ersten Ableger, das im Oktober 2023 in Gegenwart von EU-Kommissionspräsidentin Ursula von der Leyen eingeweiht wurde. Es soll 2024 den Betrieb aufnehmen.